# تيراسيني
تيراسيني (بالإيطالية: Terrasini)‏ هي بلدية في مقاطعة باليرمو في صقلية الإيطالية.

## السكان
في سنة 1861 بلغ عدد السكان 5٬680 نسمة، وتطور العدد ليصل في سنة 2011 لـ 11٬985 نسمة.
يظهر هذا المخطط البياني تطور النمو السكاني لـ تيراسيني